# Zajezierze koło Dęblina
Zajezierze koło Dęblina – stacja kolejowa w Zajezierzu, w woj. mazowieckim, w Polsce. Według klasyfikacji PKP ma kategorię dworca lokalnego.
5 września 2022 zakończył się remont pochodzącego z roku 1921 budynku stacji. Drewniany budynek został przywrócony do pierwotnej formy, ale też dokonano modernizacji – zmieniono funkcję wewnętrznych pomieszczeń i dostosowano obiekt do potrzeb osób niepełnosprawnych. Ciekawostką jest zachowanie wewnątrz kaflowego pieca.

## Ruch pasażerski
| Rok  | Wymiana pasażerska na dobę |
| ---- | -------------------------- |
| 2017 | 50-99                      |
| 2022 | 50-99                      |